# Ectenopsis lutulenta
Ectenopsis lutulenta är en tvåvingeart som först beskrevs av Frederick Wollaston Hutton 1901.  Ectenopsis lutulenta ingår i släktet Ectenopsis och familjen bromsar. Inga underarter finns listade i Catalogue of Life.